# Indosaurus matleyi
Indosaurus matleyi es la única especie conocida del género extinto Indosaurus ("lagarto de la India") de dinosaurio terópodo abelisáurido, que vivió a finales del período Cretácico, hace aproximadamente 69 millones de años, en el Maastrichtiense, en lo que hoy es el subcontinente indio. Fue encontrado en la Formación Lameta de Jabalpur, zona conocida como El Corredor del Carnosaurio. Indosaurus era un depredador de aproximadamente 700 kilogramos de  peso y alrededor de 6 metros de largo, con un cráneo de gran tamaño que probablemente poseía adornos que, si bien no llegaban a ser cuernos como en el Carnotaurus, eran característicos del clado. 
Los restos incluyen, hoy perdidos,  un cráneo parcial inusualmente grueso , y otras partes del esqueleto. El cráneo sugiere que el Indosaurus puede haber tenido cuernos sobre sus ojos, aunque toda la evidencia fósil se haya perdido desde entonces. Indosaurus estaba relacionado con el extraño predador sudamericano, Carnotaurus. Si este es el caso, entonces la India no había sido un continente separado en los 100 millones de años anteriores, como los paleontólogos habían pensado. Es posible que las dos masas de tierra estaban intermitentemente conectados por puentes terrestres, permitiendo que los dinosaurios de ambas áreas emigrasen.
La especie tipo, I. matleyi, fue nombrada por von Huene y Matley en 1933. Esta especie ha sido incluida en Megalosaurus matleyi confundiéndola con un dudoso taxón-diente.  Orthogoniosaurus puede ser el mismo animal pero basado en diferente material. Algunos paleontólogos han especulado que tanto Indosuchus como Compsosuchus deberían ser incluidos en este género. Originalmente asignado por Huene a Allosauridae, Indosaurus se considera hoy un miembro de los Abelisauridae.